# 토드 스테쉬윅
토드 스태슈윅(Todd Stashwick, 1968년 10월 16일 ~ )은 미국의 배우, 작가이다.

## 출연 작품

### 영화
- 웰컴 투 더 정글 (2003)
- 폴리와 함께 (2004)
- 브리트니의 일상탈출 (2004)
- 허니문 크래셔 (2006)
- 내가 숨쉬는 공기 (2007)
- Live! (2007)
- 헬로우, 서퍼 (2008, Surfer, Dude)
- Friendship! (2010)
- To Be Friends (2010)
- Grassroots (2012)
- Letting Go (2012)
- 워킹데드: 핫 바디 (2013, April Apocalypse)
- 모킹버드 (2014)
- Wild Honey (2017)
- 더 웨이 백 (2020)
- 지니어스 독 (2020)

### 텔레비전
- 로앤오더: 성범죄 전담반 (2003)
- 위즈 (2005, 2007)
- 워 앳 홈 (2006-07)
- 더 리치스 (2007-08, The Riches)
- 히어로즈 (2009-10)
- 디트로이트 1-8-7 (2010-11)
- Better with You (2011)
- 12 몽키즈 (2015-18)
- 9-1-1: 론 스타 (2021)
- 스타트렉: 피카드 (2023)